# Antiverí

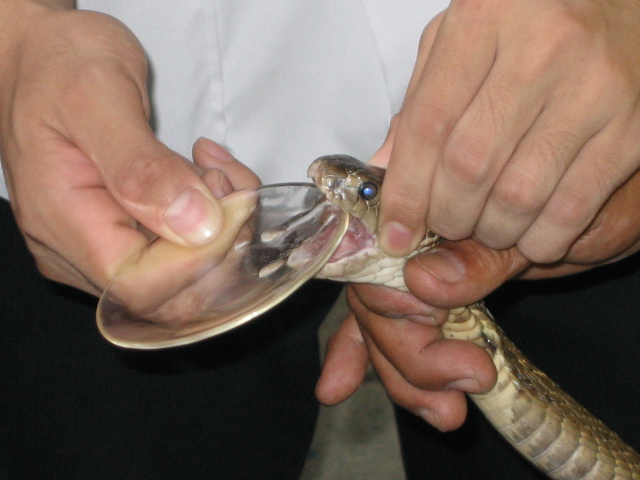
Munyit d'una serp per a la producció d'un antiverí

Un antiverí és un producte biològic utilitzat en el tractament de les mossegades o picades verinoses. L'antiverí es va crear per munyiment del verí desitjat de la serp, aranya o insecte. El verí es dilueix a continuació i s'injecta en un cavall, ovella o cabra. L'animal subjecte es sotmet a una resposta immunitària al verí, es produeixen anticossos contra la molècula activa de verí que després poden ser extretes de la sang de l'animal i s'usen per tractar l'enverinament. Els antiverins s'han d'ajustar a les normes de la farmacopea i l'Organització Mundial de la Salut (OMS).

## Ús terapèutic
El principi de l'antiverí és similar al de les vacunes, desenvolupades per Edward Jenner, però, en lloc d'induir immunitat en el pacient directament, és induïda en un animal hoste i el sèrum hiperimmunitzat es transfon al pacient.
Els antiverins es poden classificar en monovalents (quan són eficaços contra el verí d'una sola espècie) o polivalent (quan són eficaços contra una àmplia gamma d'espècies, o diverses espècies diferents alhora). El primer antiverí de serps (anomenat sèrum anti-antiofídic) va ser desenvolupat per Albert Calmette, un científic francès de l'Institut Pasteur quan treballava en la seva branca d'Indoxina el 1895, en contra de la cobra índia (Naja naja). Vital Brazil, un científic brasiler, desenvolupà el 1901 els primers antiverins monovalents i polivalents per a Amèrica central i sud Crotalus, els gèneres Bothrops i Elaps, així com per a certes espècies d'aranyes, escorpins i granotes verinoses. Aquests van ser desenvolupats en una institució brasilera, l'Instituto Butantan, amb seu a São Paulo, Brasil.
Els antiverins per a ús terapèutic sovint es conserven com liofilitzades ampul·les, però alguns estan disponibles només en forma líquida i s'han de mantenir refrigerats. Aquests no són immediatament inactivats per calor, però, de manera que una diferència menor en la cadena de fred no és desastrós. La majoria dels antiverins (incloent tots els antiverins de serp) s'administren per via intravenosa, però, els antiverins per a Synanceia i Latrodectus hasseltii s'administra per via intramuscular. La via intramuscular ha estat qüestionada en algunes situacions per no ser tan uniformement eficaç.
Els antiverins s'uneixen i neutralitzen el verí, evitant un major dany, però no reverteix el mal ja produït. Per tant, s'ha d'administrar tan aviat com sigui possible després que el verí ha estat injectat, però són beneficiosos, mentre que el verí encara està present en el cos. Des de l'adveniment dels antiverins, algunes picades que anteriorment eren invariablement fatals s'han convertit en fatals només unes poques vegades, sempre que l'antiverí s'administra prou d'hora.
Els antiverins es va purificar per diversos processos, però encara contenen altres proteïnes del sèrum que poden actuar com a antígens. Alguns individus poden reaccionar a l'antiverí amb una reacció d'hipersensibilitat immediata (anafilaxi) o una reacció d'hipersensibilitat retardada (malaltia del sèrum), per tant, els antiverins s'han d'usar amb precaució. Malgrat aquesta precaució, l'antiverí sol ser l'únic tractament eficaç per a una situació que amenaça la vida, i una vegada que es prenen precaucions per al maneig d'aquestes reaccions, una reacció anafilàctica no és motiu per negar-se a donar l'antiverí. Encara que es tracta d'un mite popular que una persona al·lèrgica als cavalls "no pot" donar antiverí, els efectes secundaris són manejables, i s'ha d'administrar l'antiverí amb la major rapidesa, ja que els efectes secundaris es poden controlar.
Als EUA l'antiverí només està aprovat per a mossegades de serps crotalines (serp de cascavell, Agkistrodon contortrix i Agkistrodon piscivorus) es basa en un producte purificat produït en ovelles coneguda com a CroFab. Va ser aprovat per la FDA l'octubre de 2000. L'antiverí per a serp de coral ja no es fabrica als EUA, i les existències restants de antiverí a la data per a la mossegada de serp de corall s'esgotaren a la tardor del 2009, deixant als EUA sense antiverí de serp corall. En absència d'antiverí, la mossegada de serp corall ha de ser tractat en un hospital per intubació endotraqueal i ventilació mecànica fins que desapareguin els efectes de les neurotoxines de la serp de corall. És important recordar que la paràlisi respiratòria en la mossegada de la serp de corall pot passar sobtadament, sovint fins a 12 hores o més després de la picada, de manera que la intubació i la ventilació han de ser emprats en l'anticipació de la insuficiència respiratòria i no després quan es produeix, quan pot ser massa tard.

## Immunitat natural i adquirida
Encara que els individus poden variar en la seva resposta fisiopatològica i la sensibilitat als verins d'animals, no hi ha immunitat natural a ells en els éssers humans.
És bastant possible immunitzar a una persona directament amb dosis petites i graduades de verí en comptes d'usar un altre intermediari animal. D'acord amb la història de Grècia, el rei Mitridates VI Eupator va fer amb la finalitat de protegir-se contra els intents d'enverinament, per tant, aquest procediment és sovint anomenat mitridització. No obstant això, a diferència d'una vacunació contra la malaltia de la qual només ha de produir una immunitat latent que pot ser despertada en cas d'infecció, per neutralitzar una dosi sobtada i important de verí requereix el manteniment d'un alt nivell d'anticossos circulants (un estat hiperinmunizat), a través d'injeccions repetides de verí (normalment cada 21 dies). A més, els components citotòxics del verí pot causar dolor i cicatrius en el lloc de la vacunació. Finalment, la resistència és específica per a cada verí particular usat, el manteniment de la resistència a una varietat de verins requereix múltiples injeccions mensuals de verí. Per tant, no hi ha cap propòsit pràctic o favorable relació cost/benefici per a això, excepte per a la gent propensa a estar exposats a aquests verinosos riscos com gestors de zoològics, investigadors i artistes de circ. La mitridització ha estat provada amb èxit a Austràlia i Brasil i s'ha assolit immunitat total encara a les picades múltiples de cobres i escurçons extremadament verinosos.
Com que els verins neurotòxics ha de viatjar més lluny en el cos per fer mal i es produeixen en quantitats més petites, és més fàcil desenvolupar resistència als mateixos verins que directament citotòxics (com ara els de la majoria d'escurçons) que s'injecten en gran quantitat i fer mal immediatament després injecció.